# Präfektur Niigata
Niigata (jap. 新潟県 Niigata-ken, englisch Niigata Prefecture ‚Präfektur Niigata‘) ist eine der Präfekturen Japans. Sie liegt an der Küste zum Japanischen Meer der Hauptinsel Honshū und umfasst über 90 weitere Inseln, darunter mit Sado-shima eine der größten Inseln des Landes. Die gleichnamige Stadt Niigata (Niigata-shi) ist Sitz der Präfekturverwaltung.
Niigata wird oft zur Region Chūbu bzw. kleinteiliger Hokuriku-Shin’etsu oder Kōshin’etsu gezählt, manchmal, etwa bei der nationalen Polizeibehörde oder beim Wirtschaftsministerium, zu Kantō bzw. Kantō-Kōshin’etsu, gelegentlich wie in der MLIT-Regionalplanung zu Tōhoku. Die Präfekturregierung gehört den regionalen Gouverneurskonferenzen Hokkaidō-Tōhoku und Nord-Kantō-Ban’etsu an (Ban’etsu ist eine sinojapanisch zusammengezogenene Regionalbezeichnung aus Iwaki=Ban-shū und Echigo=Etsu posterior), nicht aber der regionalen Gouverneurskonferenz des Chūbu-Gebiets.
Niigata ist berühmt für seinen ausgezeichneten Reis und entsprechend auch für seinen Sake.

## Geschichte
Bis zur Meiji-Restauration lagen in der heutigen Präfektur die Provinzen Japans Echigo und Sado. Letztere sowie ab 1843 auch eine Shōgunatsdomäne (bakuryō) um die Stadt Niigata wurden direkt von den Tokugawa kontrolliert. Zu den Fürstentümern (-han) in der Provinz Echigo gehörten in der späten Edo-Zeit unter anderem Murakami unter den Naitō, Nagaoka unter den Makino, Shibata unter den Mizoguchi und Takada (mit Fürstensitz in der heutigen Stadt Jōetsu) unter den Sakakibara.
In der Meiji-Restauration entstand aus der ehemaligen Shōgunatsverwaltung Niigata (Niigata bugyōsho) 1868 die [Stadt-]Präfektur (-fu) Echigo, von der später zeitweise die Präfektur (-ken) Kashiwazaki abgetrennt wurde. Echigo wurde noch im gleichen Jahr in Niigata umbenannt und 1869 in eine gewöhnliche Präfektur (-ken) umgewandelt. Aus der Shōgunatsverwaltung Sado ging die Präfektur Sado hervor, die später in Aikawa umbenannt wurde. Nach der Abschaffung der Fürstentümer wurden Niigata und Kashiwazaki mit den aus den Fürstentümern in der Provinz Echigo entstanden Präfekturen vereinigt. 1873 wurde die Präfektur Kashiwazaki nach Niigata eingegliedert, 1876 Aikawa. Mit der Übertragung des Landkreises (-gun) Higashi-Kanbara („Ost-Kanbara“) von Fukushima 1886 erhielt Niigata im Wesentlichen seine heutigen Grenzen.
Vor der Modernisierung der Präfektur-, Kreis- und Gemeindeordnungen ab 1889 gab es in Niigata einen Stadtkreis (-ku), den Verwaltungssitz Niigata, und 18 Landkreise. 1889 wurde die Hauptstadt Niigata zur ersten kreisfreien Stadt (-shi) in der Präfektur ernannt, bevor beginnend mit Nagaoka-shi 1906 im 20. Jahrhundert weitere Städte folgten. Nach den großen Gebietsreformen der Nachkriegszeit gibt es heute zwar immer noch neun Landkreise in Niigata, von denen die meisten aber nur noch aus einer einzigen Gemeinde bestehen.
In den Siebziger- und Achtzigerjahren fanden an der Küste Niigatas die meisten Entführungen japanischer Staatsbürger durch die Demokratische Volksrepublik Korea statt.
Am 23. Oktober 2004 erschütterte ein schweres Erdbeben Niigata: Das Chūetsu-Beben erreichte die Stärke 6+ der japanischen Intensitätsskala und traf besonders das Gebiet um Ojiya. Ohne Strom und Gas verbrachten Tausende wochenlang die kalten Nächte sicher vor Nachbeben in Privatwagen auf großen Parkplätzen. Am 16. Juli 2007 fand das Niigata-Chūetsu-Küstenerdbeben statt.

## Politik
- Fraktionslos: 1
- Mirai Niigata („Zukunft Niigata“; mit KDP, DVP): 9
- Liberal Niigata (Unabh.): 6
- Shinsei Niigata (~„wahrhaftige Politik“; Unabh.): 3
- Kōmeitō: 2
- LDP: 32

Niigatas seit 2018 amtierender Gouverneur Hideyo Hanazumi wurde 2022 mit Unterstützung aus LDP, Kōmeitō, und DVP und 77,5 % der Stimmen gegen die linksgestützte (KPJ, Reiwa Shinsengumi, SDP) Herausforderin Naomi Katagiri für eine zweite Amtszeit wiedergewählt. Die Wahlbeteiligung sank auf 49,64 %.
Im 53-köpfigen Parlament verteidigte die LDP bei den Wahlen im April 2023 mit 28 Sitzen eine absolute Mehrheit, Unabhängige gewannen 20 Sitze.
Im nationalen Parlament ist Niigata seit 2024 nur noch durch fünf direkt gewählte Abgeordnete im Shūgiin und einen pro Teilwahl im Sangiin vertreten, nach den Wahlen 2019, 2022, 2024 und seitherigen Parteiumbildungen derzeit (Stand: November 2024) mehrheitlich Oppositionspolitiker, namentlich:
- im Shūgiin
  - für den Wahlkreis Niigata 1 mit dem zentralen Teil der Hauptstadt Niigata und der Stadt=Insel Sado Chinami Nishimura (KDP, 7. Amtszeit),
  - für den Wahlkreis 2 mit dem Südwesten der Stadt Niigata und südlichen Nachbarstädten bis zur Grenze von Fukushima Makiko Kikuta (KDP, 8. Amtszeit),
  - für den Wahlkreis 3 im Nordosten Takahiro Kuroiwa (KDP, 4. Amtszeit, vorher eine im Sangiin),
  - für den Wahlkreis 4 mit dem Zentrum von Niigata südwestlich der Hauptstadt Ex-Gouverneur Ryūichi Yoneyama (KDP, 2. Amtszeit) und
  - für den Wahlkreis 5 im Süden Mamoru Umetani (KDP, 2. Amtszeit), ehemaliger Präfekturparlamentsabgeordneter, sowie
- im Sangiin
  - bis 2028 Kazuhiro Kobayashi (LDP, 1. Amtszeit), ein ehemaliger Präfekturparlamentsabgeordneter, der bei der Wahl 2022 mit absoluter Mehrheit gegen KDP-Amtsinhaberin Yūko Mori gewann, und
  - bis 2025 Sakura Uchikoshi (KDP, 1. Amtszeit), eine Anwältin, die sich als Einheitskandidatin der Mitte-links-Opposition bei der Wahl 2019 mit absoluter Mehrheit gegen LDP-Amtsinhaber Ichirō Tsukada (2018–19 MLIT-Staatssekretär; ein Sohn von Gouverneur Jūichirō Tsukada) durchsetzen konnte.

Die Familie von Ex-Premierminister Kakuei Tanaka, der von den 1960er bis in die frühen 1980er Jahre einer der einflussreichsten Politiker der LDP und damit des Landes war („Schatten-Shōgun“) und dessen ausgedehntes politisches und wirtschaftliches Netzwerk in Niigata um seine Unterstützerorganisation Etsuzankai als Paradebeispiel für die Funktionsweise der LDP-Dominanz in den Nachkriegsjahrzehnten zitiert wird, ist nach der Abwahl von Makiko Tanaka 2012 und Naoki Tanaka 2016 nicht mehr im Parlament vertreten.

## Verwaltungsgliederung
Bei der Einführung der heutigen Gemeindeformen 1889 wurde Niigata in 816 Gemeinden eingeteilt, darunter als erste und zunächst einzige kreisfreie Stadt (-shi) die Stadt Niigata und in den 17 Landkreisen (-gun) 48 kreisangehörige Städte (-machi/-chō).
Die Zahl der Gemeinden sank in fast 100 Jahren von 417 (1920), über 179 (1955), 120 (1960) und 43 (2005) auf derzeit (seit April 2010) 30. Die aktuelle Gliederung weist 20 kreisfreie und sechs kreisangehörige Städte sowie vier Dörfer (-mura) auf. Die seitdem verbleibende Zahl der Landkreise beträgt neun, von denen acht nur noch aus je einer Gemeinde bestehen. Zwischen 1951 und 1959 wurden 14 Gemeinden zu kreisfreien Städten erhoben.
Der Verwaltungssitz Niigata-shi ist seit April 2007 eine „designierte Großstadt“, Jōetsu-shi und Nagaoka-shi sind seit 2007 „Ausnahmestädte“.
| Code                                   | Name                                               | Name                                   | Fläche (in km²) | Bevölkerung  | Bevölkerung     | Bevölkerungs- dichte (Ew./km²) | Kreis (-gun)                          | Region (-chihō)                                               |
| Code                                   | lateinisch                                         | japanisch                              | 1. Januar 2023  | 1. März 2021 | 1. Oktober 2015 | 1. Oktober 2015                | Kreis (-gun)                          | Region (-chihō)                                               |
| -------------------------------------- | -------------------------------------------------- | -------------------------------------- | --------------- | ------------ | --------------- | ------------------------------ | ------------------------------------- | ------------------------------------------------------------- |
| 15100                                  | Niigata-shi („Stadt Niigata“)                      | 新潟市                                 | 726,27          | 790.646      | 810.157         | 1115,23                        | –                                     | Kaetsu                                                        |
| 15202                                  | Nagaoka-shi                                        | 長岡市                                 | 891,05          | 263.955      | 275.133         | 308,77                         | –                                     | Chūetsu                                                       |
| 15204                                  | Sanjō-shi                                          | 三条市                                 | 431,97          | 93.671       | 99.192          | 229,63                         | –                                     | Chūetsu                                                       |
| 15205                                  | Kashiwazaki-shi                                    | 柏崎市                                 | 442,03          | 80.787       | 86.833          | 196,44                         | –                                     | Chūetsu                                                       |
| 15206                                  | Shibata-shi                                        | 新発田市                               | 533,11          | 94.258       | 98.611          | 184,98                         | –                                     | Kaetsu                                                        |
| 15208                                  | Ojiya-shi                                          | 小千谷市                               | 155,19          | 33.729       | 36.498          | 235,18                         | –                                     | Chūetsu                                                       |
| 15209                                  | Kamo-shi                                           | 加茂市                                 | 133,72          | 25.086       | 27.852          | 208,29                         | –                                     | Chūetsu                                                       |
| 15210                                  | Tōkamachi-shi                                      | 十日町市                               | 590,39          | 49.472       | 54.917          | 93,02                          | –                                     | Chūetsu                                                       |
| 15211                                  | Mitsuke-shi                                        | 見附市                                 | 77,91           | 39.024       | 40.608          | 521,22                         | –                                     | Chūetsu                                                       |
| 15212                                  | Murakami-shi                                       | 村上市                                 | 1.174,17        | 56.713       | 62.442          | 53,18                          | –                                     | Kaetsu                                                        |
| 15213                                  | Tsubame-shi                                        | 燕市                                   | 110,95          | 76.590       | 79.784          | 719,03                         | –                                     | Kaetsu                                                        |
| 15216                                  | Itoigawa-shi                                       | 糸魚川市                               | 746,24          | 40.200       | 44.162          | 59,18                          | –                                     | Jōetsu                                                        |
| 15217                                  | Myōkō-shi                                          | 妙高市                                 | 445,63          | 30.300       | 33.199          | 74,50                          | –                                     | Jōetsu                                                        |
| 15218                                  | Gosen-shi                                          | 五泉市                                 | 351,91          | 47.262       | 51.404          | 146,07                         | –                                     | Kaetsu                                                        |
| 15222                                  | Jōetsu-shi (nach der Region/-chihō Jōetsu)         | 上越市                                 | 973,89          | 187.291      | 196.987         | 202,28                         | –                                     | Jōetsu                                                        |
| 15223                                  | Agano-shi (nach dem Fluss/-gawa Agano)             | 阿賀野市                               | 192,74          | 40.382       | 43.415          | 225,25                         | –                                     | Kaetsu                                                        |
| 15224                                  | Sado-shi (nach der Insel/-shima Sado)              | 佐渡市                                 | 855,68          | 51.304       | 57.255          | 66,91                          | –                                     | Sado                                                          |
| 15225                                  | Uonuma-shi (nach dem Kreis/-gun Uonuma)            | 魚沼市                                 | 946,76          | 34.112       | 37.352          | 39,45                          | –                                     | Chūetsu                                                       |
| 15226                                  | Minami-Uonuma-shi (nach dem Kreis/-gun Süd-Uonuma) | 南魚沼市                               | 584,55          | 54.820       | 58.568          | 100,19                         | –                                     | Chūetsu                                                       |
| 15227                                  | Tainai-shi (nach dem Fluss/-gawa Tainai)           | 胎内市                                 | 264,89          | 28.004       | 30.198          | 114,00                         | –                                     | Kaetsu                                                        |
| 15307                                  | Seirō-machi („Stadt Seirō“)                        | 聖籠町                                 | 37,58           | 13.823       | 14.040          | 373,60                         | Kita-Kanbara („Nord-Kanbara“)         | Kaetsu                                                        |
| 15342                                  | Yahiko-mura („Dorf Yahiko“)                        | 弥彦村                                 | 25,17           | 7655         | 8.209           | 326,14                         | Nishi-Kanbara („West-Kanbara“)        | Kaetsu                                                        |
| 15361                                  | Tagami-machi                                       | 田上町                                 | 31,71           | 11.200       | 12.188          | 384,36                         | Minami-Kanbara („Süd-Kanbara“)        | Chūetsu                                                       |
| 15385                                  | Aga-machi                                          | 阿賀町                                 | 952,89          | 9780         | 11.680          | 12,26                          | Higashi-Kanbara („Ost-Kanbara“)       | Kaetsu                                                        |
| 15405                                  | Izumozaki-machi                                    | 出雲崎町                               | 44,38           | 4090         | 4528            | 102,03                         | Santō                                 | Chūetsu                                                       |
| 15461                                  | Yuzawa-machi                                       | 湯沢町                                 | 357,29          | 7919         | 8046            | 22,52                          | Minami-Uonuma („Süd-Uonuma“)          | Chūetsu                                                       |
| 15482                                  | Tsunan-machi                                       | 津南町                                 | 170,21          | 8907         | 10.029          | 58,92                          | Naka-Uonuma („Mittel/Zentral-Uonuma“) | Chūetsu                                                       |
| 15504                                  | Kariwa-mura                                        | 刈羽村                                 | 26,27           | 4434         | 4775            | 181,77                         | Kariwa                                | Chūetsu                                                       |
| 15581                                  | Sekikawa-mura                                      | 関川村                                 | 299,61          | 5033         | 5832            | 19,47                          | Iwafune                               | Kaetsu                                                        |
| 15586                                  | Awashimaura-mura                                   | 粟島浦村                               | 9,78            | 346          | 370             | 37,83                          | Iwafune                               | Kaetsu                                                        |
| Zwischensumme -shi/„kreisfreie Städte“ | Zwischensumme -shi/„kreisfreie Städte“             | Zwischensumme -shi/„kreisfreie Städte“ | 10.629,07       |              | 2.224.567       | 209,29                         | –                                     | –                                                             |
| Zwischensumme -gun/„Landkreise“        | Zwischensumme -gun/„Landkreise“                    | Zwischensumme -gun/„Landkreise“        | 1.954,89        |              | 79.697          | 40,77                          | –                                     | –                                                             |
| 15000 ISO: JP-15                       | Niigata-ken („Präfektur Niigata“)                  | 新潟県                                 | 12.583,96       | 2.190.793    | 2.304.264       | 183,11                         | –                                     | Shin’etsu/Hokuriku Chūbu/Tōhoku/Kantō Zentral-/Nord-/Ostjapan |

## Größte Orte
| Census-Jahr  | Einwohner | Einwohner | Einwohner | Einwohner |
| Census-Jahr  | 2015      | 2010      | 2005      | 2000      |
| ------------ | --------- | --------- | --------- | --------- |
| Niigata      | 810.157   | 811.901   | 785.134   | 501.431   |
| Nagaoka      | 275.133   | 282.674   | 236.344   | 193.414   |
| Jōetsu       | 196.987   | 203.899   | 208.082   | 134.751   |
| Sanjō        | 99.192    | 102.292   | 104.749   | 84.447    |
| Shibata      | 98.611    | 101.202   | 104.634   | 80.734    |
| Kashiwazaki  | 86.833    | 91.451    | 94.648    | 88.418    |
| Tsubame      | 79.784    | 81.876    | 43.255    | 43.480    |
| Murakami     | 62.442    | 66.427    | 30.685    | 31.758    |
| Minamiuonuma | 58.568    | 61.624    | 63.329    | —         |
| Sado         | 57.255    | 62.727    | 67.386    | —         |
| Tōkamachi    | 54.917    | 58.911    | 62.058    | 43.002    |
| Gosen        | 51.404    | 54.550    | 37.282    | 38.306    |
| Itoigawa     | 44.162    | 47.702    | 49.844    | 32.003    |
| Agano        | 43.415    | 45.560    | 47.043    | —         |
| Mitsuke      | 40.608    | 41.862    | 42.668    | 43.526    |
| Uonuma       | 37.352    | 40.361    | 43.555    | —         |
| Ojiya        | 36.498    | 38.600    | 39.956    | 41.641    |
| Myōkō        | 33.199    | 35.457    | 37.831    | 27.882    |
| Tainai       | 30.198    | 31.424    | 32.813    | —         |
| Kamo         | 27.852    | 29.762    | 31.482    | 33.085    |
| Niitsu       | —         | —         | —         | 65.860    |
| Toyosaka     | —         | —         | —         | 48.997    |
| Shirone      | —         | —         | —         | 40.012    |
| Tochio       | —         | —         | 23.168    | 24.704    |
| Ryōtsu       | —         | —         | —         | 17.394    |

- 1. März 2004 – Die kreisfreie Stadt Ryōtsu bildet mit neun Gemeinden die neue kreisfreie Stadt Sado.
- 1. April 2004 – Vier Gemeinden bilden die kreisfreie Stadt Agano.
- 1. November 2004 – Zwei Gemeinden bilden die kreisfreie Stadt Minamiuonuma.
- 1. November 2004 – Sechs Gemeinden bilden die kreisfreie Stadt Uonuma.
- 21. März 2005 – Die Städte Niitsu, Shirone and Toyosaka werden in die kreisfreie Stadt Niigata eingegliedert.
- 1. April 2005 – Zwei Gemeinden bilden die kreisfreie Stadt Arai, die gleichzeitig ihren Namen auf Myōkō ändert.
- 1. September 2005 – Zwei Gemeinden bilden die kreisfreie Stadt Tainai.

### Bevölkerungsentwicklung der Präfektur
| Census- Jahr | Gesamt- Bevölkerung | männliche Bevölkerung | weibliche Bevölkerung | Geschlechter- verhältnis Männer auf 1000 Frauen | Fläche in km² | Bevölkerungs- dichte Einw. je km2 |
| ------------ | ------------------- | --------------------- | --------------------- | ----------------------------------------------- | ------------- | --------------------------------- |
| 1920         | 1.776.474           | 871.532               | 904.942               | 963                                             | 12578,64      | 141,2                             |
| 1925         | 1.849.807           | 913.886               | 935.921               | 977                                             | 12578,64      | 147,1                             |
| 1930         | 1.933.326           | 955.621               | 977.705               | 977                                             | 12578,64      | 153,7                             |
| 1935         | 1.995.777           | 982.497               | 1.013.280             | 970                                             | 12578,05      | 158,7                             |
| 1940         | 2.064.402           | 1.017.080             | 1.047.322             | 971                                             | 12578,05      | 164,1                             |
| 1945         | 2.389.653           | 1.095.809             | 1.293.844             | 847                                             | 12578,05      | 190,0                             |
| 1950         | 2.460.997           | 1.194.929             | 1.266.068             | 944                                             | 12570,46      | 195,8                             |
| 1955         | 2.473.492           | 1.195.872             | 1.277.620             | 936                                             | 12575,33      | 196,7                             |
| 1960         | 2.442.037           | 1.177.923             | 1.264.114             | 932                                             | 12575,33      | 194,2                             |
| 1965         | 2.398.931           | 1.160.283             | 1.238.648             | 937                                             | 12575,38      | 190,8                             |
| 1970         | 2.360.982           | 1.140.148             | 1.220.834             | 934                                             | 12577,06      | 187,7                             |
| 1975         | 2.391.938           | 1.160.869             | 1.231.069             | 943                                             | 12577,37      | 190,2                             |
| 1980         | 2.451.357           | 1.193.653             | 1.257.704             | 949                                             | 12578,30      | 194,9                             |
| 1985         | 2.478.470           | 1.205.071             | 1.273.399             | 946                                             | 12578,62      | 197,0                             |
| 1990         | 2.474.583           | 1.200.376             | 1.274.207             | 942                                             | 12581,62      | 196,7                             |
| 1995         | 2.488.364           | 1.209.833             | 1.278.531             | 946                                             | 12581,75      | 197,8                             |
| 2000         | 2.475.733           | 1.202.004             | 1.273.729             | 944                                             | 12582,37      | 196,8                             |
| 2005         | 2.431.459           | 1.176.919             | 1.254.540             | 938                                             | 12583,32      | 193,2                             |
| 2010         | 2.374.450           | 1.148.236             | 1.226.214             | 936                                             | 12583,81      | 188,7                             |
| 2015         | 2.304.264           | 1.115.413             | 1.188.851             | 938                                             | 12584,10      | 183,1                             |

## Wirtschaft
Der wichtigste Wirtschaftszweig in der Präfektur Niigata ist die Landwirtschaft. Reis ist das wichtigste Produkt, und unter den Präfekturen Japans steht Niigata nach Hokkaido an zweiter Stelle in der Reisproduktion. Das Gebiet um Uonuma ist für den Anbau der Reissorte Koshihikari bekannt, die weithin als der hochwertigste Reis Japans gilt.
Die mit dem Reisanbau verbundene Industrie ist ebenfalls sehr wichtig für die Wirtschaft der Präfektur. Die Präfektur Niigata ist in ganz Japan für ihren hochwertigen Sake, Senbei, Mochi und Arare bekannt. Bei der Sake-Produktion liegt die Präfektur nach den Präfekturen Gunma und Kyoto an dritter Stelle.
Die Präfektur ist auch der Ursprungsort des Koi.
In der Präfektur Niigata werden die meisten Azaleen und Schnittlilien Japans produziert, und die Produktion von Schnittblumen und Blumenzwiebeln nimmt zu. Zusammen mit der Präfektur Toyama werden hier die meisten Tulpen des Landes produziert.
Niigata liegt im Zentrum Japans an der Küste des Japanischen Meeres und hat regionale Industrien wie die Metallverarbeitung angesammelt. Die Stadt verfügt über ein gut ausgebautes Vertriebsnetz mit mehreren Schnellstraßen, dem Hafen von Niigata, dem größten Basishafen im Japanischen Meer in Honshu, und dem Flughafen von Niigata. Somit hat die Stadt eine wichtige Rolle als Produktions- und Logistikbasis für Japan und Übersee gespielt.

## Verkehr
- Der Jōetsu-Shinkansen verbindet Tokio mit Niigata.
- Echigo-Linie
- Yahiko-Linie
- Jōetsu-Linie
- Shin’etsu-Hauptlinie
- Hakushin-Linie
- Uetsu-Hauptlinie
- Ban’etsu-Westlinie

## Sehenswürdigkeiten und Landmarken (Auswahl)

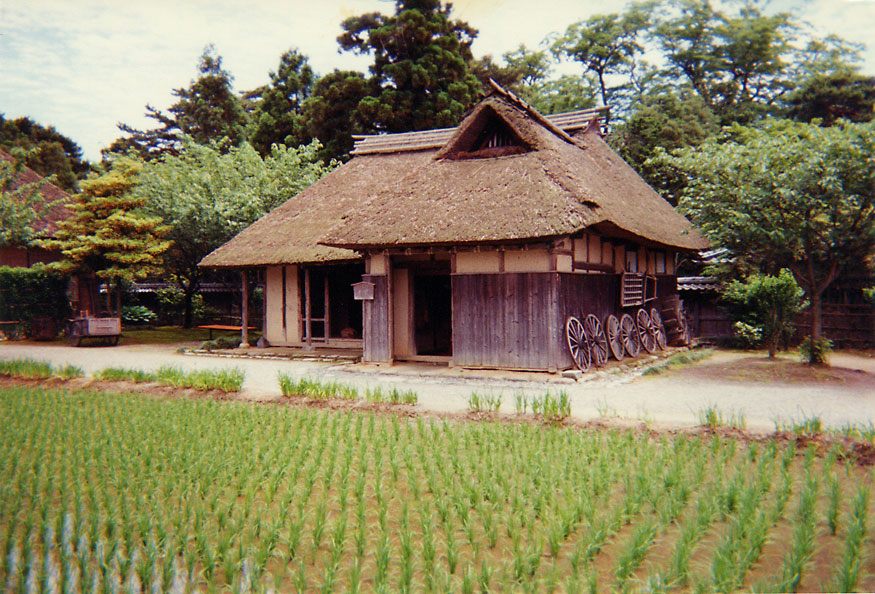
Bauernhaus im Northern Culture Museum
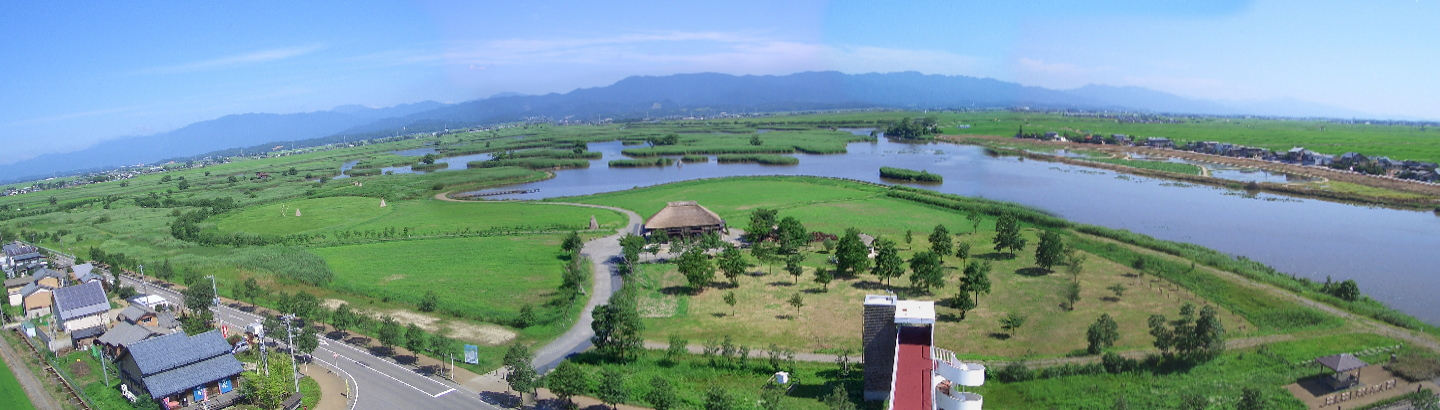
Fukushimagata in Niigata
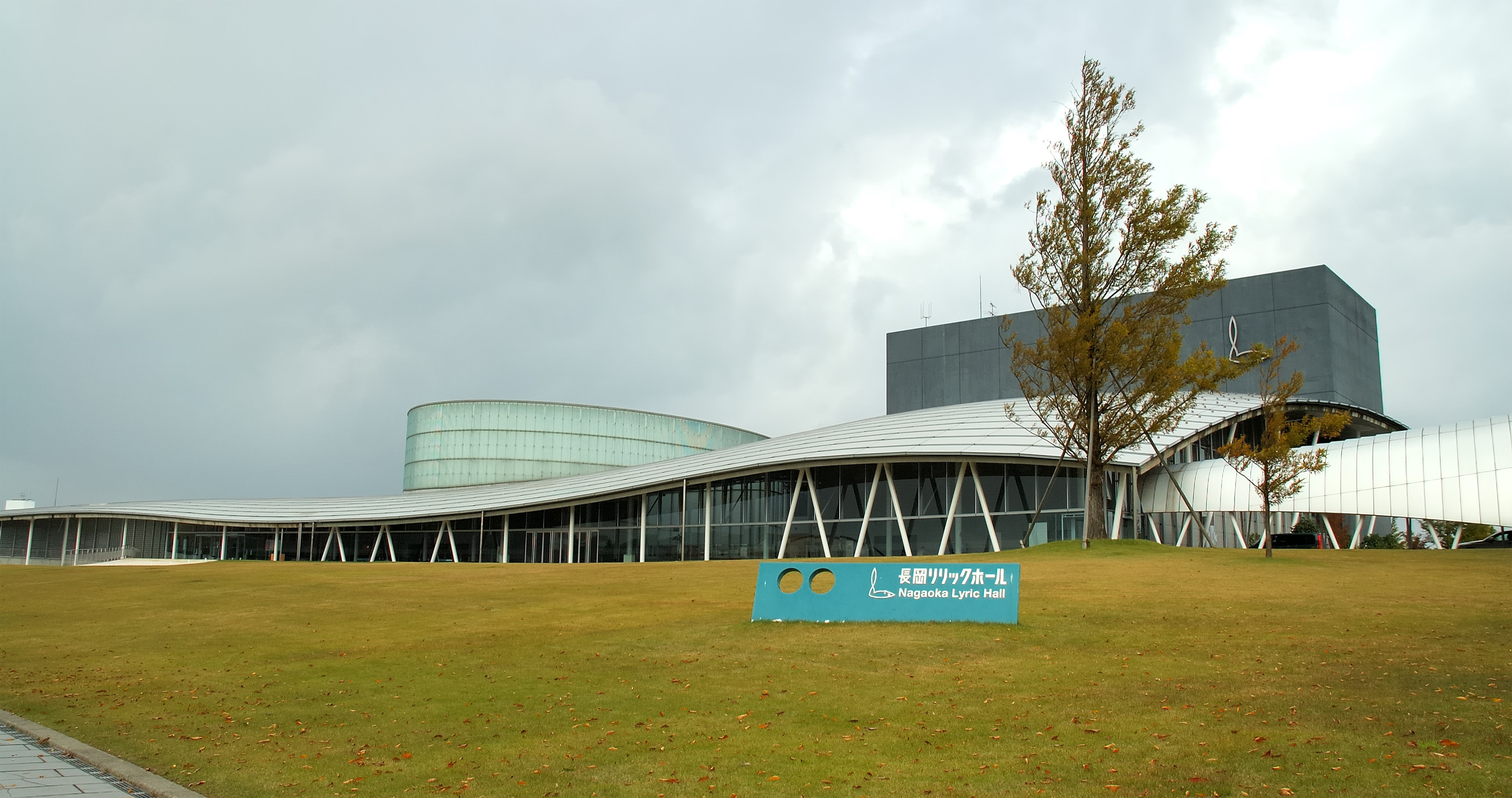
Nagaoka Lyric Hall